# It's So Cool
It's So Cool è un brano della cantautrice statunitense Madonna, contenuto nella versione digitale dell'album Celebration.
Il brano, scaricabile su iTunes, entrò in classifica in Italia, Finlandia e Svezia.
Nel 2011 ne fu pubblicata una versione inedita in duetto con la figlia Lourdes Maria Ciccone che esegue i cori. A proposito del duetto un collaboratore di Madonna ha detto: "Spera che Lourdes prenda un giorno il suo posto e diventi una delle maggiori artiste femminili nel mondo. Lei è il mentore perfetto per sua figlia ed è desiderosa di assisterla nei suoi primi passi nel mestiere". Il brano, inoltre, segnò il debutto di Lourdes come cantante, che dopo aver lanciato una linea di moda, si accingeva a seguire le orme della madre
Il brano fu realizzato con la traccia vocale di un brano scartato dall'album "American Life" dal titolo Cool Song.

## Tracce
iTunes
1. It's So Cool – 3:27

## Classifiche
| Paese     | Posizione massima |
| --------- | ----------------- |
| Italia    | 20                |
| Finlandia | 8                 |
| Svezia    | 30                |